# ニッキーの旅するクイズ
『ニッキーの旅するクイズ』（ニッキーのたびするクイズ）は、任天堂がかつて実施していた会員サービス「クラブニンテンドー」の景品として2015年4月21日より配信されたニンテンドー3DS用のクイズゲーム。クラブニンテンドーのサービスが2015年9月30日をもって終了したため、現在は入手不可。

## 概要
2011年に任天堂が配信を開始したニンテンドー3DS用ソフト『いつの間に交換日記』における案内役の女性キャラクター「ニッキー」の名前を冠したクイズゲーム。本作でのニッキーは、「ニッキーの旅するクイズ」というクイズ番組で司会進行を務めるアナウンサーとして登場する。
作中では、ニッキーがパートナーの「ネコくん」「パンダくん」とともに日本の各都道府県を巡り、それぞれの地域に関するクイズを出題する。クイズは都道府県ごとに100問以上、全部で5000問以上が収録されている。

## システム
「旅するクイズ」と「フリークイズ」の二つのモードがある。いずれのモードも問題は4択方式で、全問終了時の正解数がノルマ以上の場合にクリアとなる。二つのモードでは問題数とノルマが異なる。

### 旅するクイズ
日本の各地方が「北海道・東北」「関東」「中部」「近畿」「中国・四国」「九州・沖縄」の6つのブロックに分かれており、選択すると、地方内の各都道府県を決められた順番で巡る。クイズを始める前には、地域にちなんだ衣装を着たニッキーとネコくん、パンダくんとのやり取りが行われる。
出題される問題は全8問で、このうち3問以上を正解すればクリアとなる。
問題の不正解時、特定の条件を満たしていると、以下の「おたすけ」機能が発動する。
- イレイサー - 2問連続で不正解となった場合、次の問題が3択になる。
- キャンセラー - 4問連続で不正解となった場合、直前の問題が2択になった上で再度出題される。
- リトライ - 最後の8問目に正解すればノルマクリアという状況で不正解となった場合、それまでの7問の中から1問が選ばれ2択になった上で再度出題される。

クリア後には各地域の名産品が手に入る。また、地方内の地域を全てクリアするとニッキーによる絵日記が紹介される。
全ての地方をクリアしてエンディングが流れた後のプレイ時には、各都道府県を自由に選べるようになり、クリア条件が8問中4問に増加する。また、各地域をクリアすると様々な衣装が手に入り、設定モードで衣装を着用したニッキーの姿を見ることができる。

### フリークイズ
各都道府県を自由に選んでプレイすることができる。
問題数は5問と10問のどちらかを選ぶ。ノルマはいずれも2問。このモードでは「旅するクイズ」モードの「おたすけ」機能はない。
クリア後には以下の条件に応じて1〜3個のメダルが手に入り、各都道府県内の問題に全て正解するとトロフィーのマークが表示される。
- 5問 - 2問正解：1個、3問正解：2個、4問以上正解：3個
- 10問 - 2〜3問正解：1個、4〜5問正解：2個、6問以上正解：3個